# Віреон острівний
Віреон острівний (Vireo approximans) — вид горобцеподібних птахів родини віреонових (Vireonidae). Вважався підвидом віреона товстодзьобого (Vireo crassirostris).

## Поширення
Поширений на острові Провіденсія, що належить Колумбії і розташований у Карибському морі, а також на супутніх невеликих острівцях Санта-Каталіна, Кайо Акуаріо і Кайо Кангрехо. Населяє субтропічні або тропічні вологі низовинні ліси, субтропічні або тропічні вологі гірські ліси, плантації та сильно деградовані колишні ліси.